# Antiguraleus fusiformis
Antiguraleus fusiformis é uma espécie de gastrópode do gênero Antiguraleus, pertencente a família Mangeliidae.